# Rayet
Rayet – miejscowość i gmina we Francji, w regionie Nowa Akwitania, w departamencie Lot i Garonna.
Według danych na rok 1990 gminę zamieszkiwało 149 osób, a gęstość zaludnienia wynosiła 15 osób/km² (wśród 2290 gmin Akwitanii Rayet plasuje się na 1027. miejscu pod względem liczby ludności, natomiast pod względem powierzchni na miejscu 1065.).